# Mariä-Geburt-Kirche (Lądek-Zdrój)
Die Kirche Mariä Geburt, kurz auch Marienkirche genannt (polnisch Kościół Narodzenia Najświętszej Marii Panny), ist eine römisch-katholische Pfarrkirche in Lądek-Zdrój (deutsch Bad Landeck). Bis 1972 gehörte sie zum Erzbistum Prag und danach bis 2004 zum Erzbistum Breslau. Seither ist das Bistum Świdnica (Schweidnitz) zuständig. Geweiht wurde die Kirche am 7. August 1701 durch den aus Landeck stammenden Prager Weihbischof Vitus Seipel, der damals im Auftrag des Erzbischofs Johann Joseph von Breuner die Pfarreien der Grafschaft Glatz visitierte. Seither wurde die Kirche mehrfach umgebaut und erweitert. Seit 1964 steht sie unter Denkmalschutz.

## Lage und Namensgebung
Das geostete Sakralgebäude trägt die Adresse ul. Kościelna 24, 57-540 Lądek-Zdrój.
Die Namensgebung der Kirchengemeinde zu Ehren der Jungfrau Maria erfolgte bei der Kirchweihe im Jahr 1701.
Vor dem westlichen Kirchenschiff befindet sich ein zweistöckiger Anbau, der dem Kirchenportal vorgelagert ist.

## Geschichte

### Vorgängerbauten bis Mitte des 17. Jahrhunderts
An der heutigen Stelle stand bereits früher eine Kirche im gotischen Baustil, das erstmals um 1336 in Dokumenten erwähnt wurde und der um 1360 gegründeten katholischen Pfarrei diente.
Zwischen 1540 und 1553 wurde die Kirche evangelisch, jedoch noch vor 1624 von den Katholiken wieder übernommen. Im Jahr 1624 vernichtete ein Brand große Teile des Gotteshauses, das jedoch wieder aufgebaut werden konnte. In den 1640er Jahren erfolgte eine bauliche Erweiterung.

### Kirchenneubau
In den Jahren 1688 bis 1692 entstand ein Kirchenneubau, der den älteren Kirchturm mit integrierte, was die seitliche Lage des Turmes erklärt. Am 8. September 1693 kam es während eines feierlichen Gottesdienstes zu einem Unglück, als der gewölbte, noch nicht ganz ausgetrocknete Musikchor einstürzte. 49 Personen wurden getötet und weitere verwundet. Die Getöteten wurden alle in einem großen Grab bestattet. Im 18. Jahrhundert wurden das Kirchenschiff um neun Meter und der Chorraum um 2,5 Meter verlängert. Im Jahr 1804 beschädigte ein Feuer den Turm, der daraufhin verkürzt und notdürftig repariert wurde. Das verringerte die Turmhöhe. Am Haupteingang entstand bei diesen Arbeiten ein zweistöckiger Vorbau mit zweiseitiger Treppe. Im Jahr 1815 wurde der Turm bei einem weiteren Ausbau des Kirchengebäudes wieder erhöht und erhielt eine zwiebelförmige Kuppel. Außerdem wurde 1815 auf der Westseite eine zweistöckige Vorhalle angebaut. In den Jahren 1834 bis 1837 und in der zweiten Hälfte des 19. Jahrhunderts wurden das heutige Innere der Kirche gestaltet und die Vorhalle umgebaut.
Seit dem 25. Februar 1964 steht der Kirchenbau unter Denkmalschutz. 

### Sanierungen und Renovierungen
Die Kirche wurde zwischen 1875 und 1900 umfassend renoviert, vor allem im Inneren. Weitere Renovierungen fanden 1959 und in den Jahren 1972/73 statt. Hierbei konnten die Restauratoren frühere Wandgemälde freilegen wie das Fest zu Kanaa in Galiläa, die Taufe Jesu, die Verkündigung an die Hirten und die Anbetung der Heiligen Drei Könige.
Im Langhaus sind die Deckenfelder mit Gemälden der Passion Christi aus dem 19. Jahrhundert besetzt.
In den Jahren 1972/73 wurden in der Kirche neue Elektro-, Lautsprecher- und Heizungsanlagen installiert, zwei Wandmalereien im Presbyterium wieder freigelegt und die Farbgestaltung im Inneren erneuert. Die erneute Weihe der Kirche nahm Bischof Józef Marek am 3. Februar 1974 vor. 1974 wurden der Hauptaltar, die Kanzel und historische Figuren restauriert, in den 1980er Jahren wurde der Turm renoviert und mit Kupferblech verkleidet. In den 1990er Jahren erhielten das Dach des Kirchenschiffes und der Apsis neue Dächer aus Zinkblech. Ein Hochwasser am 7. Juli 1997 führte zu schweren Schäden an der Pfarrkirche, die erst ab 2005 schrittweise beseitigt werden konnten.

## Architektur

### Außen
Kirchenschiff
Die Kirche besitzt einen rechteckigen Grundriss, das Langhaus ist in vier Felder gegliedert, der Chor erstreckt sich nach Osten, er ist mit roten Dachziegeln gedeckt. Als Baumaterial für das gesamte Kirchengebäude kamen Natursteine und Backsteine zum Einsatz.
Das Kirchenschiff ist 24 Meter lang, mit Choranbau rund 40 Meter, und 12,50 Meter breit.
An der Südostseite des Langhauses wurde der Kirchturm angebaut, daneben, an der südöstlichen Ecke befindet sich die im 18. Jahrhundert angefügte Sakristei (Maße rund 6,5 mal 4,80 Meter). Das neugotische Kirchengebäude ist rundherum verputzt, gelb-beigefarben angestrichen und mit weißen Streifen abgesetzt. Satteldächer, die in Form und Größe den Bauwerksteilen angepasst sind, schützen das Bauensemble. Die Apsis ist halbrund ausgeformt.
Kirchturm
Der Turm mit einem quadratischen Grundriss (Seitenlänge von rund 7,50 Metern) trägt eine achteckige geschweifte Haube mit einer offenen Laterne. Darüber erhebt sich über einem Turmknopf ein schlankes metallenes Kreuz, das mit einem vergoldeten Hahn abgeschlossen ist.
Der seitlich stehende Turm wird ein Stück weit vom Kirchenschiff umfasst.
Unterhalb der Glockenstube mit ihren Schallöffnungen ist eine Turmuhr eingearbeitet, die nach allen vier Seiten schwarze viereckige Zifferblätter trägt. Die Zeiger sind vergoldet und die Uhrzeit wird nur durch Striche symbolisiert.

### Innen

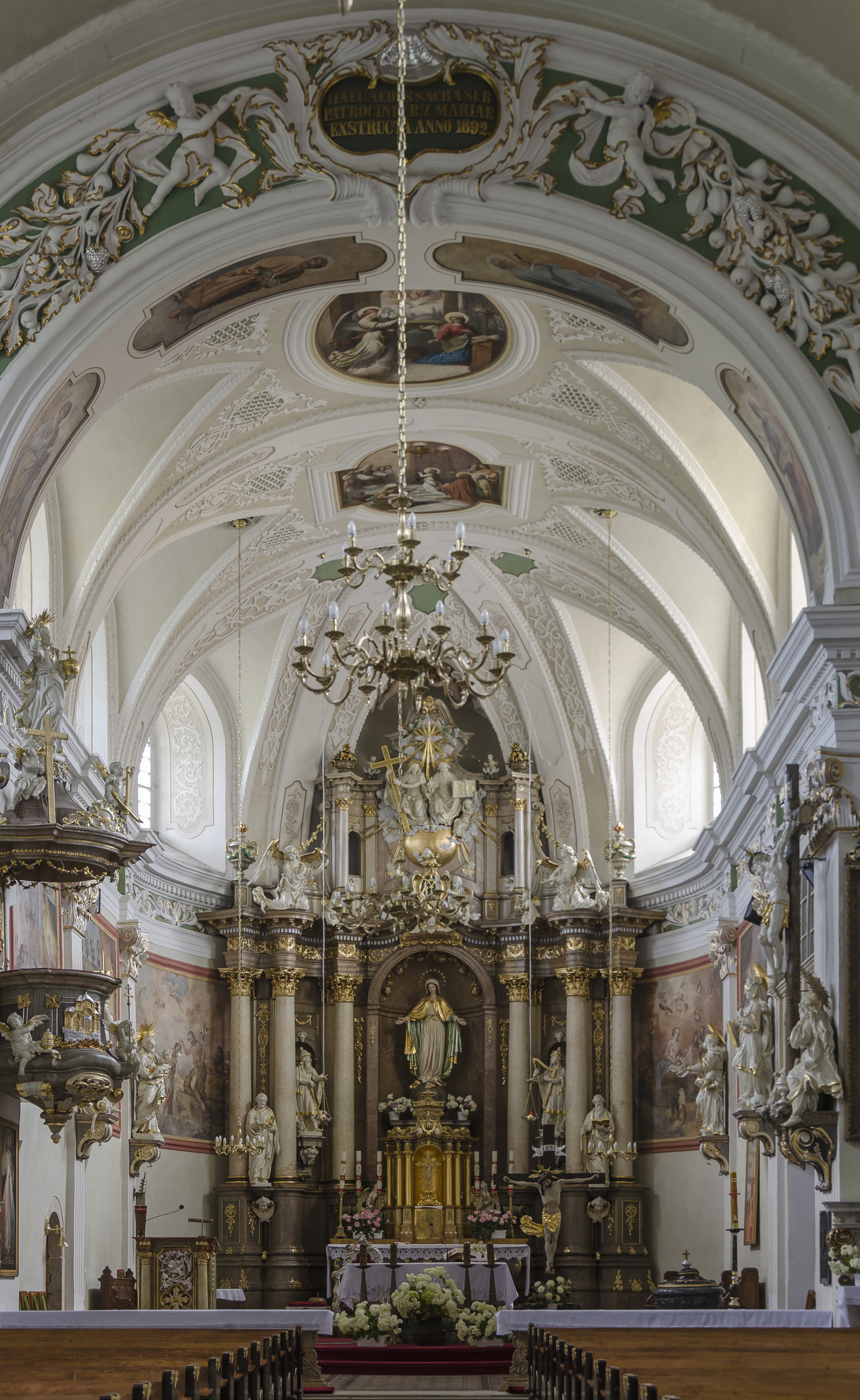
Gesamtblick auf Chorraum mit Altar, Kanzel, Triumphbogen, Gewölbe, Bänke

Bis zur Mitte der Gewölbedecke ist das Kirchenschiff 18 Meter hoch.
Ein Tonnengewölbe mit Strebepfeilern und Lünetten überspannt das Kirchenschiff und das Presbyterium. Das Deckengewölbe wird von toskanischen Säulen getragen.
Die erhaltenen Stuckarbeiten und Skulpturen im barocken Stil zeigen biblische Szenen und Figuren, sie stammen fast alle vom Bildhauer Michael Ignatius Klahr d. Ä., der auch die Dreifaltigkeitssäule auf dem Landecker Rathausplatz schuf.
Der Triumphbogen ist mit Girlanden aus Früchten und Blumen sowie vier Putten reich verziert, in der Mitte befindet sich eine mit Akanthusblättern umrahmte Kartusche mit den Baudaten: 1692, Renovierungen 1904, 1973.
Die Fresken am Deckengewölbe mit Szenen aus dem Leben der Jungfrau Maria wurden 1904 vom Kirchenmaler Wilhelm Reinsch  im Stil des Akademismus und Historismus unter Berücksichtigung der Ästhetik des frühen 20. Jahrhunderts gestaltet. Der Maler Leo Richter aus Landeck hat die Arbeiten über längere Zeit fortgesetzt bzw. ergänzt (bis 1941).
An den Wänden sind Malereien erhalten, die Karl Dankwart im Jahr 1692 ausgeführt hatte.

## Ausstattung

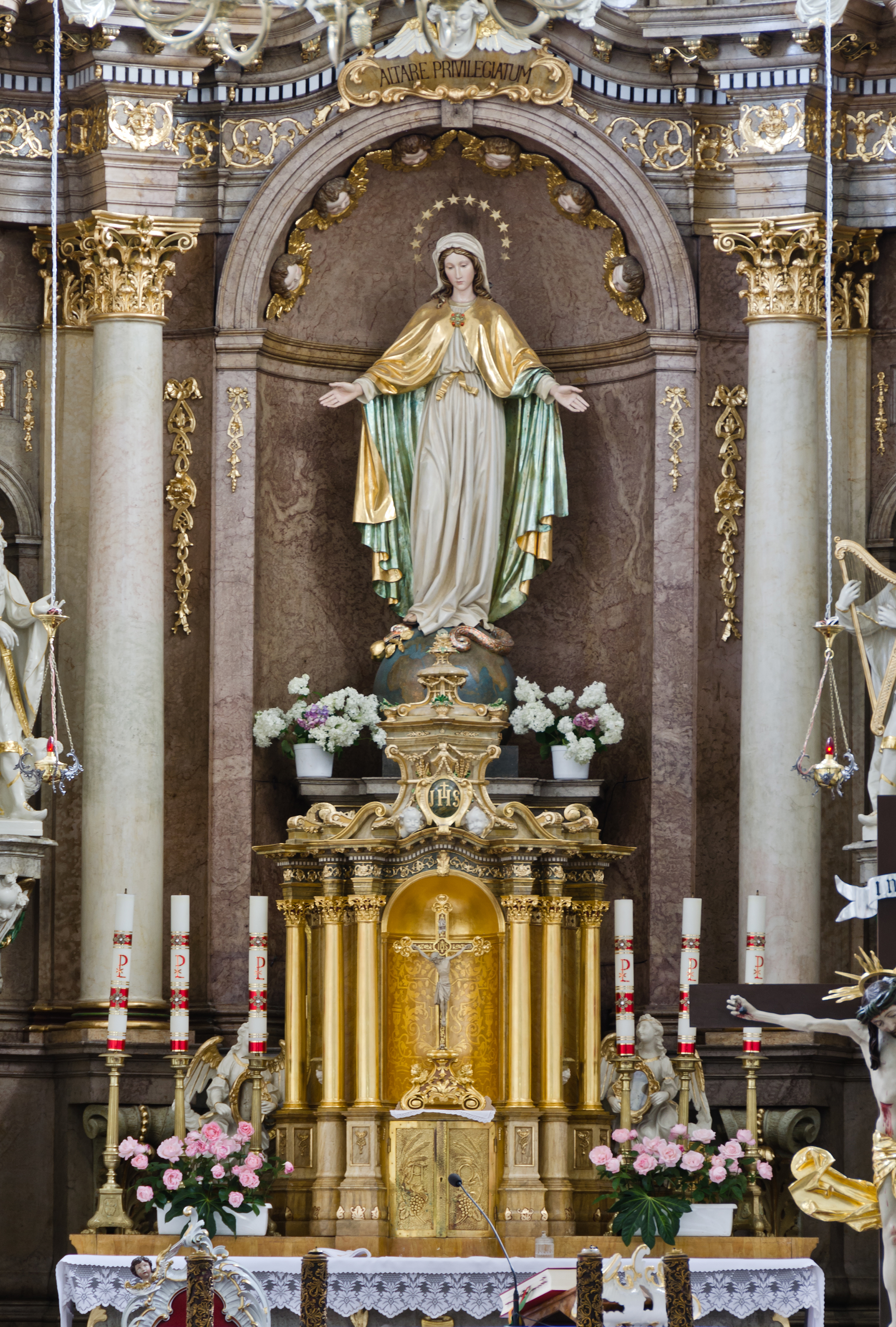
Altare Privilegiatum

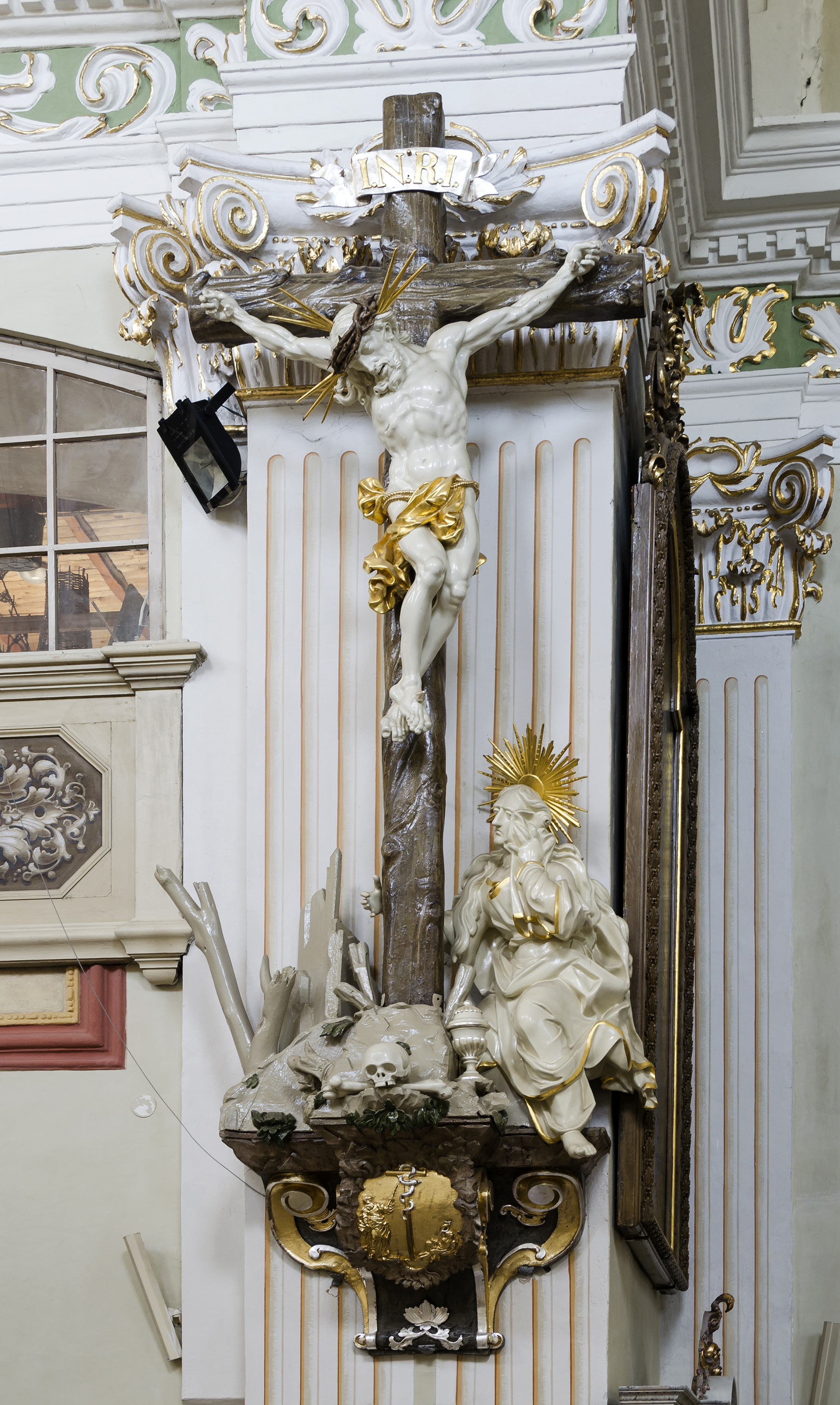
Kruzifix

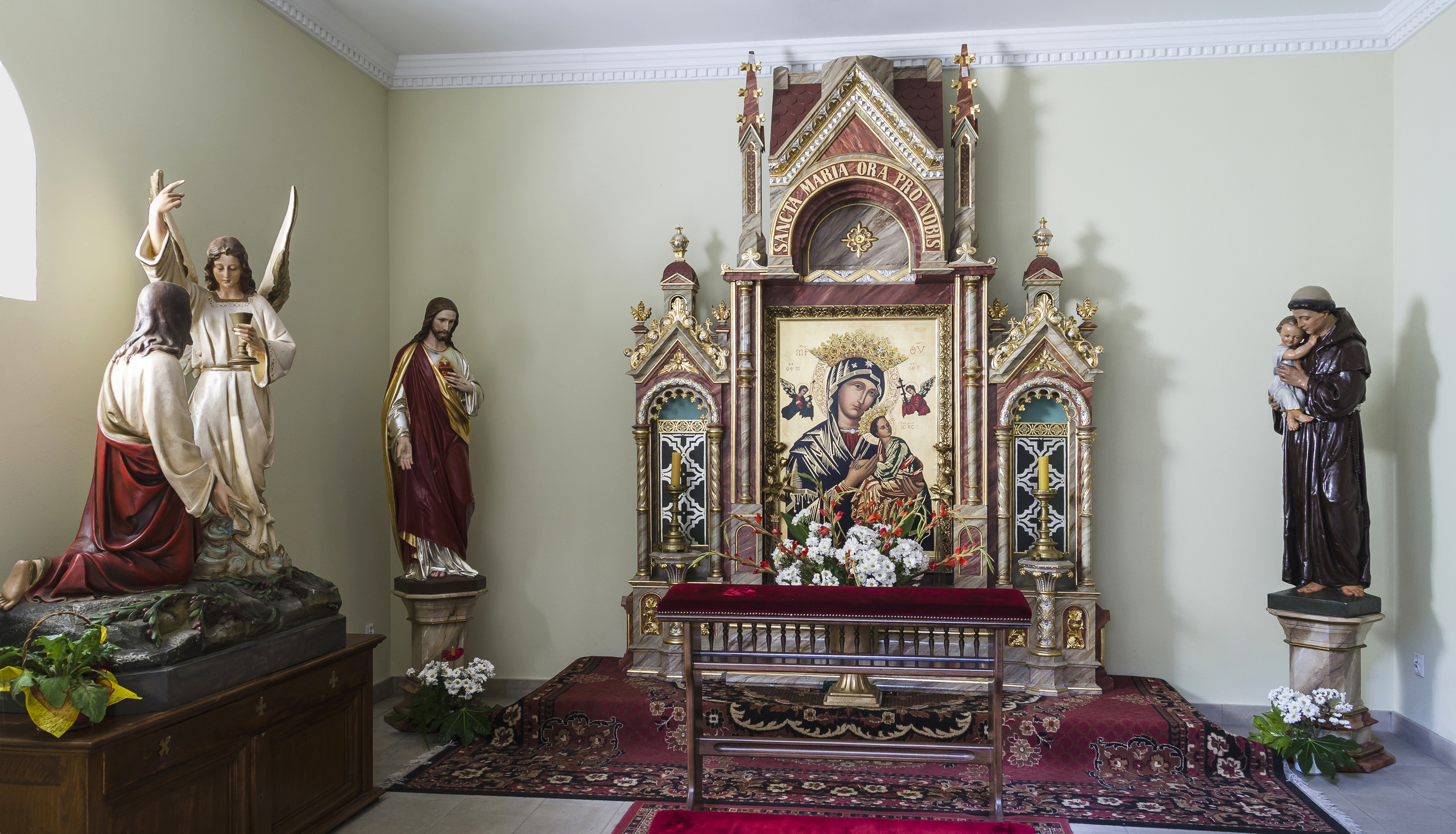
Marienkapelle

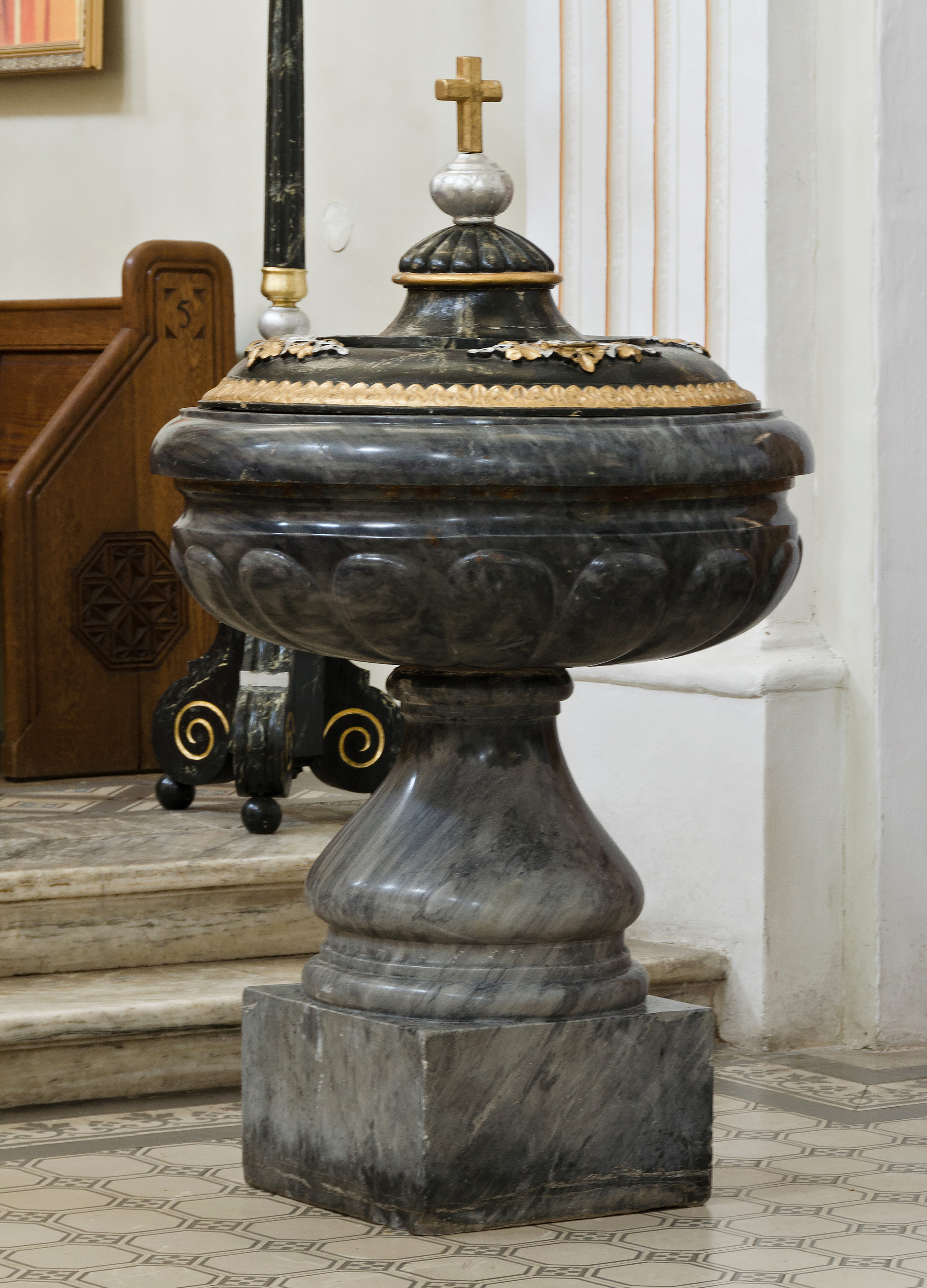
Taufbecken

### Altar
Zur besonderen Ausstattung gehört der Hochaltar aus dem Jahr 1791, gewidmet der Namensgeberin der Kirchengemeinde und ebenfalls von Ignatius Klahr ausgeführt. 

Er besteht aus dem Tabernakel als modellhafter kleiner vergoldeter Tempel ausgeführt, hinter dem sich in Höhe der Tempelkuppel in einer hohen Halbrundnische ein überlebensgroßes Standbild der Jungfrau Maria (Maria Immaculata) auf einer Weltkugel befindet. Jeweils drei Säulen rechts und links tragen zusammen an ihrem oberen Ende ein Gesims mit detailreichem figürlichen Schmuck, der schließlich in einem Sonnensymbol gipfelt. Alle Altarteile sind aus verschiedenen farbigen Steinen geschlagen, großflächig vergoldet und teilweise farbig verziert.
An den Seiten des Altars stehen in kleineren Nischen die Figuren von Abraham (links), von David (rechts) und auf Konsolen St. Petrus und St. Paulus. Auf dem Gebälk weisen die Erzengel auf den Priester hin, der die Sakristei verlässt. – Zwischen Petrus und Paulus ist die Heilige Dreifaltigkeit gestaltet.
Die im Laufe der Zeit entstandenen erheblichen Beschädigungen am Altar führten dazu, dass die Kirchengemeinde das Original 1904/05 durch eine Kopie des ortsansässigen Bildhauers August Klein und des Zimmermanns Assmann ersetzen ließ. Der Originalaltar wurde in ein Breslauer Museum abgegeben.

### Gestaltung der Apsis
Die gesamte Apsis ist um zwei Stufen gegenüber dem Kirchenraum erhöht.
Erwähnenswert ist ein aus Alabaster gefertigtes realistisch und detailreich gestaltetes Kruzifix, das auf der rechten Seite des Chores an der Wand hängt. Es zeigt eine Marien- und eine Maria-Magdalena-Figur.
Das Apsisgewölbe ist mit Heiligen ausgemalt, darunter St. Cecilia, Patronin der Kirchenmusik, St. Gregor, Schutzpatron der Sänger und Wissenschaftler, St. Wenzel, böhmischer Schutzpatron, St. Vinzenz von Paul, Schutzpatron der Werke der christlichen Barmherzigkeit sowie St. Elisabeth, Schutzpatronin des Ordens des Heiligen Franziskus. Außerdem zeigen vier Fresken die Taufe Christi, das Wunder von Kanaa in Galiläa, die Anbetung der Hirten und die Anbetung der Heiligen Drei Könige.
In der Seitenwand des Presbyteriums befindet sich eine Öffnung der Patronatsloge mit einer Balustrade, die mit Dekorationsmalerei versehen ist.
Auf der linken Seite vor dem Chorbogen steht die Kanzel, auf deren Baldachin die Krönung Christi dargestellt ist. Ebenfalls vor dem Bogen hängt von der Decke ein verzierter metallener Kronleuchter herab.

### Nebenkapellen
Ein Nebenaltar ehrt die Heilige Maria, das barocke Altarbild zeigt die Mutter mit dem Kind, über dem der Spruch „Sancta Maria ora pro nobis“ (Heilige Maria bete für uns) in goldenen Lettern steht. Beidseitig hinter dem Altar sind weitere Figuren postiert. Dieser und der folgende Seitenaltar stammen aus der Werkstatt des Meisters Schmidt aus Landeck.
In einer weiteren Nische befindet sich die Kapelle der Heiligen Barbara mit einem Gemälde Das Martyrium der Hl. Barbara.

### Gestühl, Fenster, Empore, Leuchter
Das Gestühl wird aus einer Doppelreihe hölzerner Bänke mit geschnitzten Wangen gebildet, in der Mitte zwischen den Bankreihen verläuft ein Gang. Es gibt zwei Emporen, auf der ersten über dem Zugang befinden sich weitere Sitzgelegenheiten.
Michael Klahr schuf ebenfalls die Beichtstühle.
Die halbbogigen Kirchenfenster sind hoch angesetzt und mit nichtfarbigem Glas in Sprossenfenstern gefasst.
In Überkopfhöhe sind an den Längsseiten der Kirche und der Balustrade der Empore 12 Tafelgemälde zum Kreuzweg aufgehängt. Steinreliefs an den unteren Längsseiten des Kircheninneren zeigen früher gestaltete Stationen des Kreuzwegs, sie sind jedoch nicht mehr vollständig.
Als Pendant zu dem Kronleuchter vor dem Chor hängen ein gleich gestalteter vor der Doppelempore und einer in der Mitte des Schiffes an Ketten herab.

## Orgel

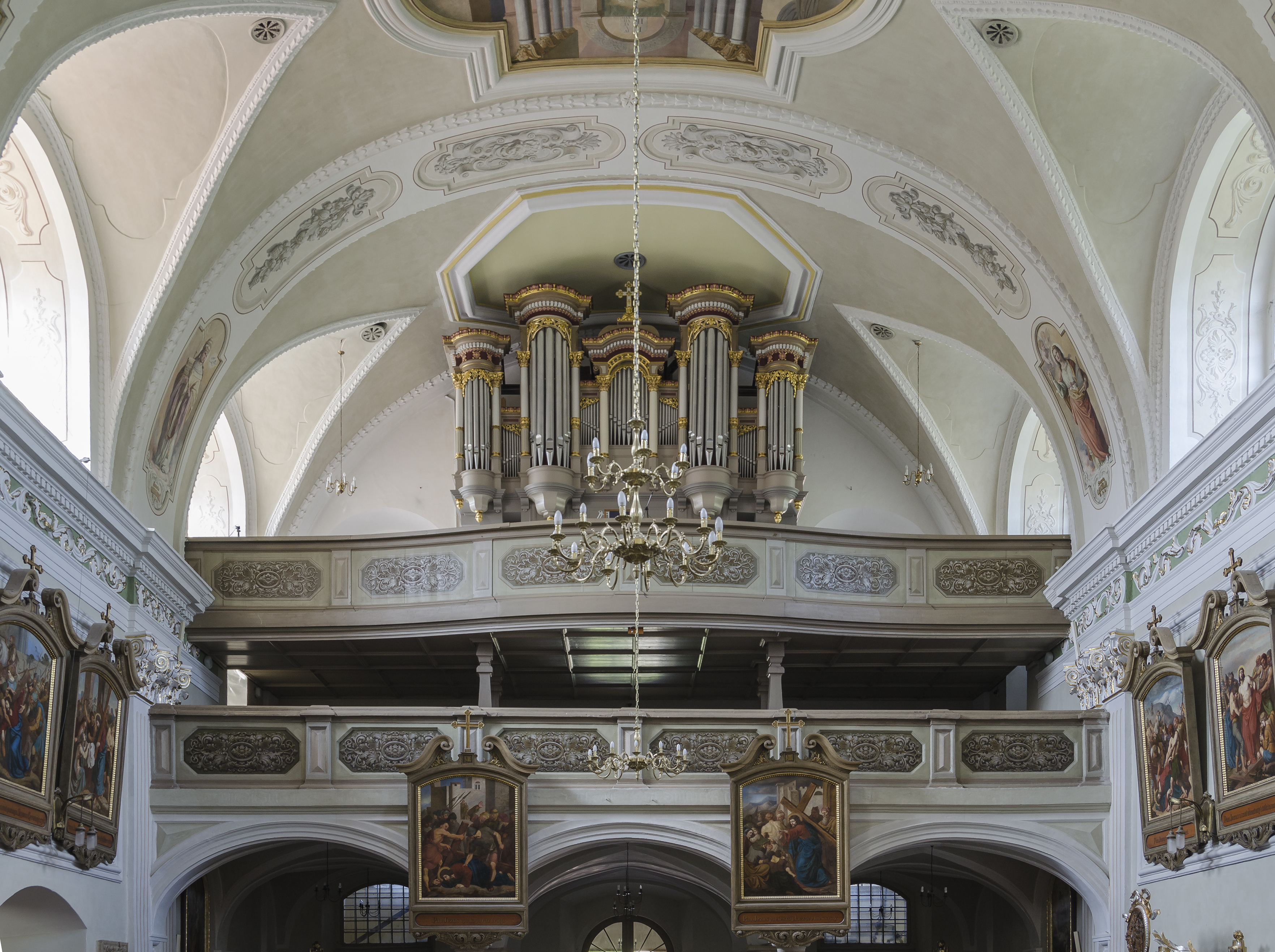
Orgel auf der Empore

Es ist nicht überliefert, ob und seit wann in der Kirche eine Orgel installiert war. Die Anlage der Doppelemporen lässt darauf schließen, dass ein solches Instrument schon in früheren Jahrhunderten im Einsatz war. Das heutige Werk stammt aus dem Jahr 1901, gebaut von dem einheimischen Orgelbaumeister Johannes Jung. Der Orgelprospekt im Stil des Historismus wurde 1904 vollendet. Die Windversorgung stellt ein 1924 installiertes Gebläse aus einer deutschen Fabrik sicher.
Eine Generalsanierung der Orgel erfolgte 1971 durch eine Orgelbaufirma aus Piła. Vorgesehen war dabei eine Erweiterung um die drei Stimmen Piccolo 2′, Oboe 8′, Klarinette 4′ sowie einen Tremulant. Wegen zu hoher Kosten gab die Kirchengemeinde den Ausbau jedoch auf. Im Jahr 2010 restaurierte die Firma Andrzej Błaszak & Sohn die Orgel erneut.
Die Balustrade der Orgelemporen ist mit rechteckig gefassten floral ornamentierten Holzpaneelen abgehängt. Kleine Rundtürme und Flachfelder fassen die Orgelpfeifen in Gruppen zusammen und tragen vergoldete Zierstreifen und Ziersäulchen. Das Ensemble bildet einen sehenswerten Prospekt. Das zweimanualige Instrument verfügt über 25 Register mit folgender Disposition:
| I Manual C–g3 |               |             |
| 01.           | Bordun        | 16′         |
| 02.           | Principal     | 08′         |
| 03.           | Gemshorn      | 08′         |
| 04.           | Doppelflöte   | 08′         |
| 05.           | Gamba         | 08′         |
| 06.           | Oktave        | 04′         |
| 07.           | Doppelflöte   | 04′         |
| 08.           | Rauschquinte  | 2 ⁄3′ + 02′ |
| 09.           | Kornet II–III |             |
| 10.           | Mixtura V     |             |
| 11.           | Trompete      | 08′         |

| II Manual C–g3 |                  |     |
| 12.            | Liebgedeckt      | 16′ |
| 13.            | Geigenprinzipal  | 08′ |
| 14.            | Harm. Flöte      | 08′ |
| 15.            | Salicet          | 08′ |
| 16.            | Aeolina          | 08′ |
| 17.            | Principal        | 04′ |
| 18.            | Flauto Travers   | 04′ |
| 19.            | Progresiv II–III |     |

| Pedal C–f1 |           |     |
| 20.        | Principal | 16′ |
| 21.        | Subbass   | 16′ |
| 22.        | Violon    | 16′ |
| 23.        | Cello     | 08′ |
| 24.        | Bassflöte | 08′ |
| 25.        | Posaune   | 16′ |

- Koppeln: II/I, Super I, Sub I, I/P, II/P
- Spielhilfen: Crescendo, Piano, Mezzoforte, Forte, Tutti

## Glocken
Im Kirchturm befindet sich ein dreistimmiges Geläut aus zwei Eisenhartgussglocken und einer Bronzeglocke.
| Glocke          | Gewicht | Schlagton | Inschrift                                          |
| --------------- | ------- | --------- | -------------------------------------------------- |
| Große Glocke    |         |           | „O Land, höre des Herrn Wort“ (Jer.22,29)          |
| Mittlere Glocke |         |           | „Suchet den Herrn, so werdet ihr leben“ (Amos 5,6) |
| Kleine Glocke   |         |           | „Lasset die Kindlein zu mir kommen“ (Mt.19,14)     |

## Seelsorge

### Pfarrer (Auswahl)
Der erste urkundlich dokumentierte Pfarrer im Ort Landeck war Henricus de Novoforo, der am 2. November 1358 die Pfarrstelle übernahm. Er blieb sieben Jahre im Amt. Erst nach der Reformation, ab 1546 etablierte sich die heutige katholische Pfarrei. Ein anderer namentlich überlieferter Geistlicher war Adam Breiter, der die Landecker Gemeinde in den Jahren 1679 bis 1709 leitete.
Am 7. August 1701 weihte der Prager Erzbischof J. J. Breuner, gemeinsam mit dem ortsansässigen Weihbischof Vitus Seipel, die Kirche.
Der letzte deutsche Pfarrer war P. Augustyn Heinze, der hier von 1908 bis 1946 Dienst verrichtete. Nachdem Landeck nach dem Zweiten Weltkrieg polnisch wurde, übernahmen nacheinander Jan Woroniecki (1946–1947), Jan Kulpa (1947–1971), Andrzej Oramus, Dekan des Dekanats Kłodzko (1971–1980), Zdzisław Seremak (1980–1989), Romuald Warachim (1989–1997) und Andrzej Kumicki (1997–2002) das Amt des Pfarrers. Im Jahr 2021 ist Fr. Dekan Marek Połochajło der Seelsorger der Gemeinde.
Bis in das 21. Jahrhundert waren an der Mariengemeinde mehr als 50 Pfarrer tätig.

### Gemeinde
Die katholische Kirchengemeinde der Marienkirche umfasste im Jahr 2021 mehrere Tausend Mitglieder. Sie werden unter anderem mit dem Rundbrief über aktuelle Anlaässe in der Kirchengemeinde informiert.

## In der Umgebung

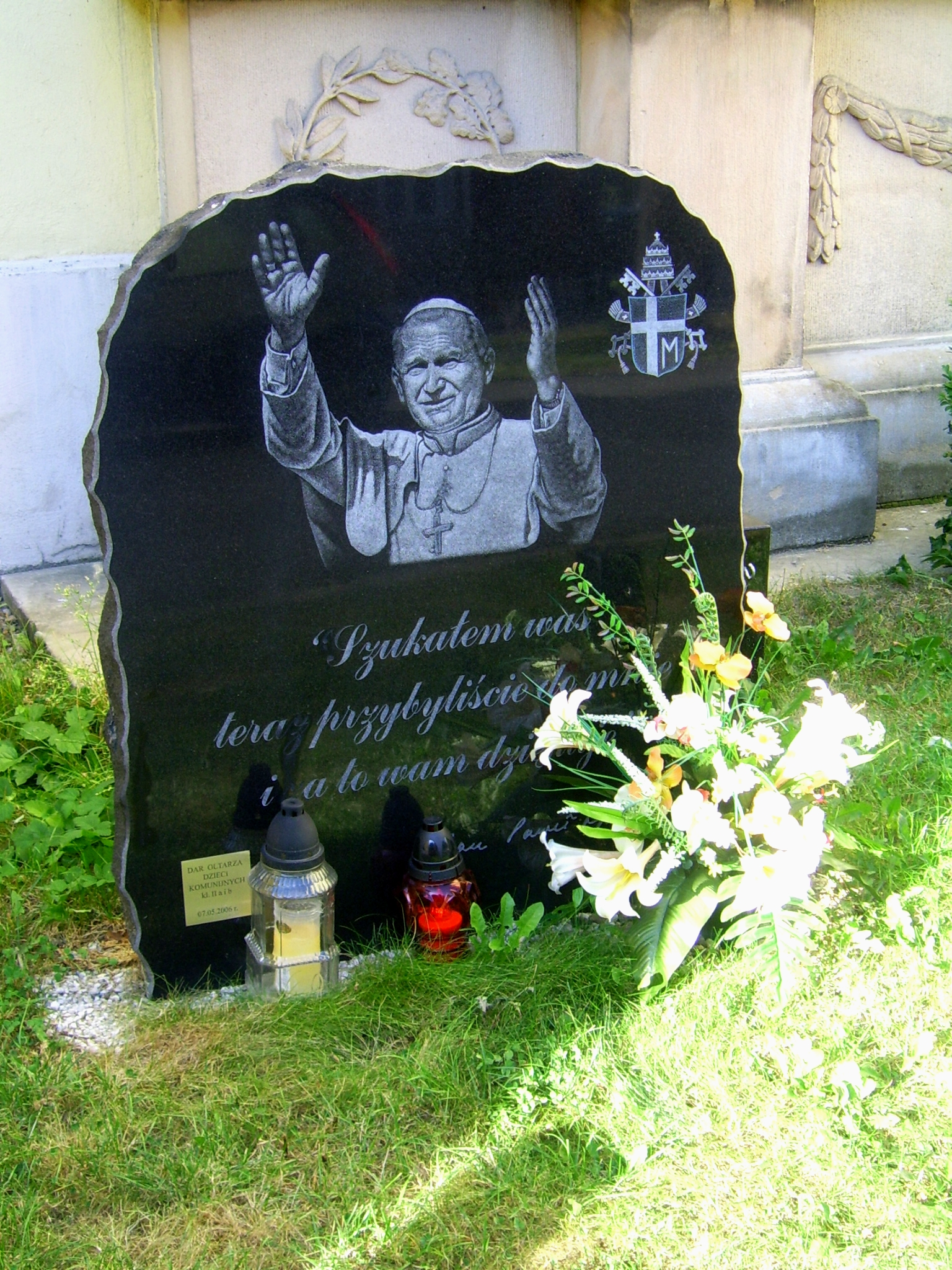
Papstbesuch

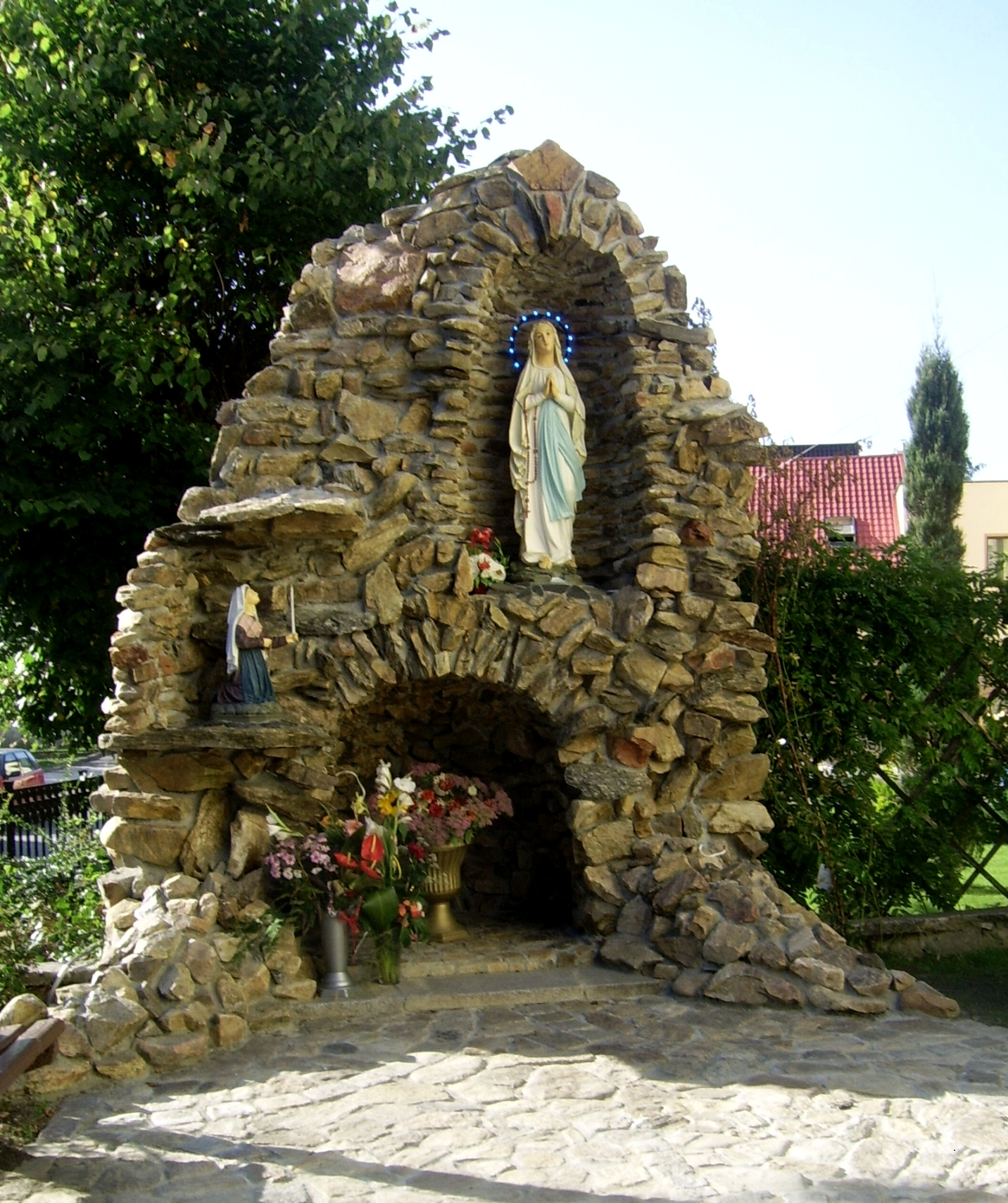
Felsengrotte mit einer Marienstatue auf dem Gelände der Kirche

Neben dem Kirchenportal steht eine steinerne Skulptur für St. Florian aus dem Jahr 1730, und an der das Kirchengrundstück umgebenden Mauer fand eine Skulptur der Kreuzigung Jesu ihren Platz, die 1884 angefertigt worden war. Außerdem gibt es eine Plastik zu Ehren der Kirchenpatronin (siehe Bild).
An den Besuch des Papstes Johannes Paul II. erinnert eine Gedenktafel.